# Adam Peterman
Pour les articles homonymes, voir Peterman.
Adam Peterman, né le 11 août 1995 à Missoula, est un coureur d'ultra-trail américain. Il est champion du monde de trail long 2022 et a remporté la Western States 100-Mile Endurance Run en 2022.

## Biographie
Adam Peterman fait ses débuts en athlétisme durant sa jeunesse au lycée. Il se spécialise en cross-country. Lors de ses études à l'université du Colorado à Boulder, il rejoint l'équipe d'athlétisme des Buffaloes du Colorado. Il démontre de bons résultats sur piste mais est souvent victime de blessures, notamment au tendon d'Achille. Il délaisse l'athlétisme après ses études, notamment pour soigner ses blessures aux tendons d'Achille. En 2019, il décide de s'essayer au trail en prenant part au kilomètre vertical ainsi qu'au 28 km du Run The Rut,,.
Le 2 novembre 2019, il prend le départ du Moab Trail Marathon qui accueille les championnats des États-Unis de trail marathon. Encore inconnu sur la scène du trail, il crée la surprise en s'emparant de la tête de course sur un rythme soutenu. Il s'impose aisément en battant de plus de dix minutes son plus proche poursuivant Brian Whitfield et remporte son premier titre national.
Il se révèle véritablement en 2021. Le 24 juillet, il prend le départ de son premier trail de 50 kilomètres, la Speedgoat 50K. Il déjoue les pronostics en menant la course devant les favoris. Il se retrouve au coude à coude avec David Sinclair en première partie de course puis accélère pour creuser l'écart en tête. Il s'impose en 5 h 4 min 41 s, battant de 24 secondes le précédent record du parcours détenu par Jim Walmsley. Le 6 novembre, il défend avec succès son troisième titre de champion des États-Unis de trail marathon sur le Moab Trail Marathon. Poussé par Max King, il améliore son propre record du parcours en 2 h 51 min 41 s. Le 20 novembre, il s'élance au départ de la JFK 50 Mile. S'emparant des commandes de la course, il la mène sur un rythme soutenu, suivi par Zack Beavin et Eric Lipuma. À mi-parcours, Adam Peterman creuse l'écart en tête et semble être en mesure de battre le record du parcours. Il s'impose en 5 h 19 min 38 s mais échoue cependant à moins d'une minute du record d'Hayden Hawks.
Le 23 avril 2022, il prend pour la première fois le départ d'un ultra-trail de 100 kilomètres lors du Canyons Endurance Runs 100K. Il est annoncé parmi les favoris aux côtés de Jared Hazen et David Sinclair. Le trio accompagné d'autres coureurs prend la tête de course mais à mi-parcours, seul Adam Peterman et David Sinclair mènent la course. David Sinclair se détache ensuite seul en tête mais Adam Peterman parvient à le rattraper et le double pour s'imposer en 8 h 31 min 58 s. Le 25 juin, il s'élance pour la première fois sur un ultra-trail de 100 milles, la célèbre Western States 100-Mile Endurance Run. Prenant un départ prudent, il laisse le Français Ludovic Pommeret mener les débats. Ce dernier se fait doubler par l'Américain Hayden Hawks au kilomètre 55, suivi de près par Adam Peterman. Les deux hommes se livrent à un duel acharné en tête mais Hayden Hawks finit par céder, laissant le champ libre à Adam Peterman qui remporte la victoire pour sa première participation à l'épreuve mythique. Le 5 novembre 2022, il s'élance parmi les favoris sur l'épreuve de trail long des championnats du monde de course en montagne et trail à Chiang Mai. Il prend un départ prudent puis rattrape le groupe de tête à mi-parcours et se partage la tête de course avec le Français Nicolas Martin. Adam Peterman réussit à prendre l'avantage et creuse une confortable avance de dix minutes pour s'emparer du titre mondial.

## Palmarès
| no  | masculin           | Course                                | Longueur | Départ           | Temps            |
| --- | ------------------ | ------------------------------------- | -------- | ---------------- | ---------------- |
| 1re | Médaille d'or      | Moab Trail Marathon                   | 40 km    | 2 novembre 2019  | 2 h 57 min 28 s  |
| 1re | Médaille d'or      | Moab Trail Marathon                   | 40 km    | 7 novembre 2020  | 2 h 57 min 4 s   |
| 1re | Médaille d'or      | Speedgoat 50K                         | 50 km    | 24 juillet 2021  | 5 h 4 min 31 s   |
| 2e  | Médaille d'argent  | Marathon de Pikes Peak                | 42,2 km  | 20 août 2021     | 3 h 45 min 12 s  |
| 1re | Médaille d'or      | Lone Peak Vertical Kilometer          | 4,5 km   | 3 septembre 2021 | 46 min 41 s      |
| 1re | Médaille d'or      | Moab Trail Marathon                   | 40 km    | 6 novembre 2021  | 2 h 51 min 41 s  |
| 1re | Médaille d'or      | JFK 50 Mile                           | 50 mi    | 20 novembre 2021 | 5 h 19 min 38 s  |
| 1re | Médaille d'or      | Chuckanut 50K                         | 50 km    | 19 mars 2022     | 3 h 24 min 7 s   |
| 1re | Médaille d'or      | The Canyons Endurance Runs 100K       | 100 km   | 23 avril 2022    | 8 h 31 min 57 s  |
| 1re | Médaille d'or      | Western States 100-Mile Endurance Run | 100 mi   | 25 juin 2022     | 15 h 13 min 48 s |
| 1re | Médaille d'or      | Championnats du monde de trail - Long | 78 km    | 5 novembre 2022  | 7 h 15 min 53 s  |
| 3e  | Médaille de bronze | Broken Arrow Skyrace 46K              | 42,5 km  | 22 juin 2024     | 4 h 12 min 31 s  |
| 3e  | Médaille de bronze | CCC                                   | 101 km   | 30 août 2024     | 10 h 28 min 50 s |

## Records
| Épreuve              | Épreuve              | Performance    | Date           | Lieu      |
| -------------------- | -------------------- | -------------- | -------------- | --------- |
| 1 500 mètres         | Plein air            | 3 min 47 s 22  | 2 mai 2015     | Palo Alto |
| 3 000 mètres         | Plein air            | 8 min 24 s 39  | 24 mars 2018   | Tempe     |
| 3 000 mètres         | En salle             | 8 min 23 s 90  | 3 février 2018 | Boulder   |
| 5 000 mètres         | 5 000 mètres         | 14 min 39 s 26 | 13 mai 2016    | Palo Alto |
| 3 000 mètres steeple | 3 000 mètres steeple | 8 min 43 s 19  | 14 mai 2016    | Seattle   |
| Semi-marathon        | Semi-marathon        | 1 h 7 min 24 s | 30 juin 2019   | Missoula  |